# Marco Villaseca
Marco Antonio Villaseca Cabezas (Santiago, Chile, 15 de marzo de 1975) es un exfutbolista chileno. Jugaba de mediocampista y su último equipo fue Rangers de la Primera B de Chile.

## Trayectoria
Integró la selección chilena de fútbol que participó en la Copa América 2001 y en la clasificación de CONMEBOL para la Copa Mundial de Fútbol de 2002. 
Actualmente vive en Talca donde se desempeñó como gerente deportivo de Rangers de Talca hasta el 2019 tras su retiro del fútbol, en 2020 está dedicado a ayudar a su esposa en una peluquería canina de propiedad de ella.

## Participaciones internacionales

### Selección chilena

#### Eliminatorias
| Torneo                              | Equipo            | Resultado |
| ----------------------------------- | ----------------- | --------- |
| Eliminatorias para Corea-Japón 2002 | Selección Chilena |           |

#### Copa América
| Torneo            | Sede     | Resultado        |
| ----------------- | -------- | ---------------- |
| Copa América 2001 | Colombia | Cuartos de final |

## Clubes
| Club                | País  | Año       |
| ------------------- | ----- | --------- |
| Audax Italiano      | Chile | 1993-1996 |
| Colo-Colo           | Chile | 1997-2001 |
| Unión Española      | Chile | 2002      |
| Colo-Colo           | Chile | 2003      |
| O'Higgins           | Chile | 2004-2005 |
| Rostov              | Rusia | 2006      |
| Santiago Morning    | Chile | 2006      |
| Deportes Concepción | Chile | 2007      |
| Rangers             | Chile | 2008-2009 |
| O'Higgins           | Chile | 2010      |
| Rangers             | Chile | 2011-2013 |

## Palmarés

### Campeonatos nacionales
| Título                    | Club      | País  | Año    |
| ------------------------- | --------- | ----- | ------ |
| Primera División de Chile | Colo-Colo | Chile | 1997-C |
| Primera División de Chile | Colo-Colo | Chile | 1998   |